# Moose Jaw
Moose Jaw är en stad i sydmellersta Saskatchewan i Kanada. 2021 hade orten 33 665 invånare.

### Fotnoter
1. ↑  ”Census Profile” (på engelska). Statistics Canada. 1 april 2011. http://www12.statcan.gc.ca/census-recensement/2011/dp-pd/prof/details/page.cfm?Lang=E&Geo1=CSD&Code1=1315011&Geo2=PR&Code2=13&Data=Count&SearchText=Bathurst&SearchType=Begins&SearchPR=01&B1=All&Custom=. Läst 2 februari 2014.